# Heinrich Emanuel Grabowski
Heinrich Emanuel Grabowski ou Henryk Grabowski (Leobschütz, atual Głubczyce, Polônia, 11 de julho de 1792 — 1 de outubro de 1842) foi um botânico e farmacêutico alemão de origem polaca.
Estudou Farmácia como aprendiz em  Breslau, e de  1824 a 1840 teve sua própria farmácia em  Oppeln. É conhecido pelas suas pesquisas sobre a flora da Silésia, e sobre seus estudos da flora fóssil em Voivodato da Silésia. 
Com o botânico alemão Christian FH Wimmer (1803-1868), publicou três tratados da   flora silesiana. (1827-29)

## Algumas publicações
- Grabowski, HE; JCC Günther, FH Wimmer. 1824 – Enumeratio stirpium phanerogamarum,quae in Silesia sponte proveniunt. Vratislaviae
- ----, FH Wimmer. 1827. Flora Silesiae I . Vratislaviae
- ----, ----. 1829a. Flora Silesiae II. Vratislaviae
- ----, ----. 1829b. Flora Silesiae III . Vratislaviae
- ----. 1836a. Correspondenz über das häufige Vorkommen des Senecio vernalis in Schlesien. Flora 19
- ----. 1836b. Nachträge zu dem systematischen Verzeichnis von Rohrer und Mayer. Ibíd.
- ----. 1840. Flora von Oberschlesien und dem Gesenke. Breslau
- ----. 1841. Über einige Arten der oberschlesischen Flora. Übers. Arb. Schl. Ges. vaterl. Kultur
- ----. 1842. Über Waldwolle,welche in Zuckmantel aus Kiefern-und Fichtennadeln gewonnen wird. Ibíd.
- ----. 1843. Flora von Oberschlesien and dem Gesenke, mit Beriicksichtigung der geognostischen. Boden- und Hehen-Verhiltnisse

## Homenagens
Em sua honra foram nomeadas várias espécies, entre elas:
- (Araceae) Homalomena grabowskii Engl.
- (Rosaceae) Rubus grabowskii Bab. ex Weihe